# 鉻黑T
鉻黑T（英語：Eriochrome Black T，簡稱EBT）是一种配位指示剂，用于配位滴定，例如测定水的硬度过程中。它是一种偶氮染料。Eriochrome 是亨斯迈的商标。
在其去质子化的形式中，铬黑T是蓝色的。当它与钙、镁或其他金属离子形成配合物时会变成红色。

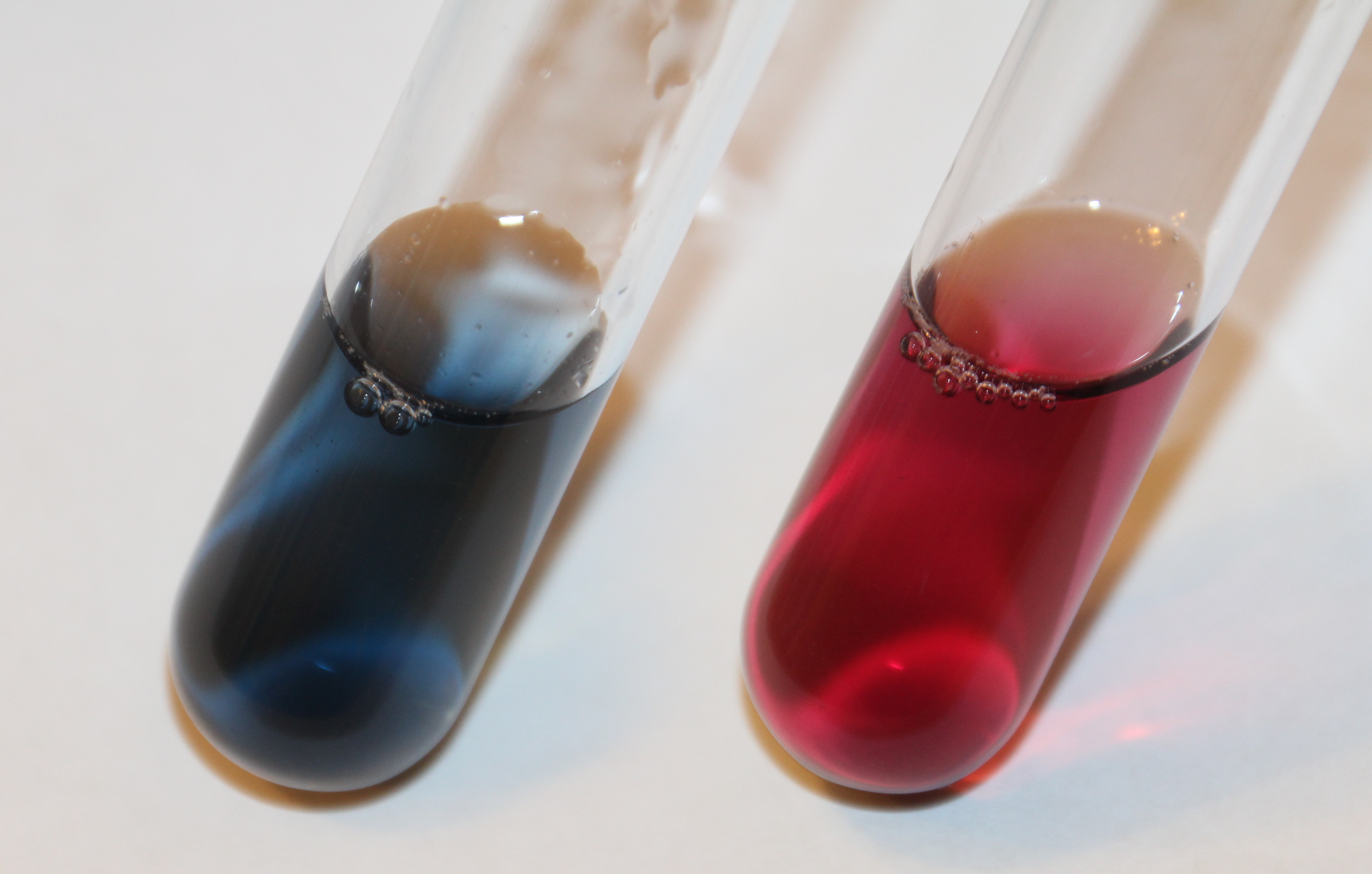

## 用途
铬黑T用作EDTA滴定中的指示剂，当添加足够的EDTA时会达到特征性的蓝色终点，并且与指示剂结合的金属离子被EDTA螯合，留下游离的指示剂分子。
也被用于检测稀土金属的存在。